# IAI Finger
L'IAI Finger è un cacciabombardiere monomotore a getto con ala a delta sviluppato dall'azienda israeliana Israel Aerospace Industries (IAI) negli anni novanta ultima evoluzione del Nesher, copia non autorizzata del Dassault Mirage 5 realizzata in Israele.

## Storia

### Sviluppo
Il contratto stipulato dalla Fuerza Aérea Argentina con la Israel Aerospace Industries prevedeva un aggiornamento dei propri Dagger ad un nuovo standard con avionica e sistema HUD di provenienza dal Kfir C.2 più altri sottosistemi.
Il programma, denominato Finger, venne avviato nel 1982 quando era già iniziata la guerra delle Falkland. Al termine della guerra, dato che alcuni dei sistemi adottati per l'aggiornamento erano di produzione dell'azienda britannica Marconi Electronic Systems, questi dovettero essere sostituiti a causa dell'embargo imposto dal governo britannico nei confronti dell'Argentina. Lo standard finale denominato Finger IIIB prevedeva la sostituzione di questi ultimi con quelli prodotti dalla francese Thomson-CSF.

## Descrizione tecnica

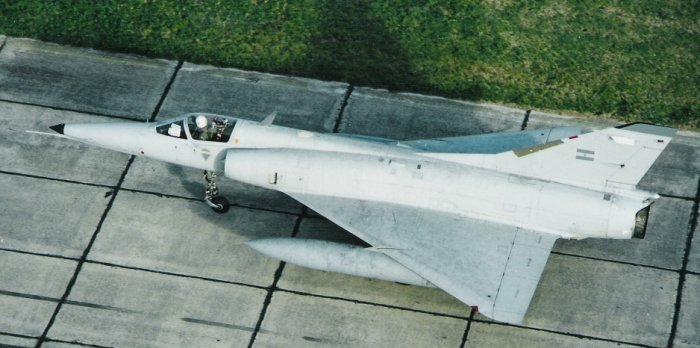
Un IAI Finger della Fuerza Aérea Argentina, BAM Tandil, 1999.

Il Finger era un monoreattore monoposto caratterizzato dall'ala a delta quasi indistinguibile dai suoi predecessori se non per una serie di particolari esterni. Il muso era caratterizzato da una forma a punta più pronunciata, dal tubo di pitot posizionato sulla parte bassa, come nel Mirage 5 e nel Dagger, ma che si differenziava da questi per le piccole antenne laterali comuni all'avionica ed al muso del Kfir.

## Versioni
- Finger I :
- Finger II :
- Finger III :

## Utilizzatori
Argentina
- Fuerza Aérea Argentina

## Velivoli comparabili
Sudafrica
- Atlas Cheetah